# Micrurus albicinctus
Espèce
Synonymes
- Micrurus waehnerorum Meise, 1938

Micrurus albicinctus est une espèce de serpents de la famille des Elapidae. 

## Répartition
Cette espèce se rencontre au Rondônia au Brésil et au Pérou.

## Description
Ce serpent est venimeux.

## Publication originale
- Amaral, 1926 "1925" : Ophidios de Matto Grosso. Comissão de Linhas Telegráficas Estratégicas de Mato Grosso ao Amazonas, vol. 84, no 5, p. 1-29.